# کریل ماسکوویچ
کریل ماسکوویچ (به بلاروسی: Кірыл Маскевіч؛ زادهٔ ۶ مارس ۱۹۹۸) یک کشتی‌گیر فرنگی‌کار اهل بلاروس است. وی سابقه حضور در المپیک ۲۰۲۰ توکیو را دارد.
از افتخارات وی می‌توان به کسب مدال نقره قهرمانی کشتی جهان ۲۰۲۱ اشاره کرد.

## فعالیت حرفه‌ای

### قهرمانی کشتی جهان ۲۰۲۱
ماسکوویچ در وزن ۸۷ کیلوگرم کشتی فرنگی قهرمانی کشتی جهان ۲۰۲۱ اسلو شرکت کرد، او در این مسابقات آرکادیوسازا کولینیج از لهستان، متهان باشار از ترکیه و ایستوان تاکایچ از مجارستان را شکست داد و به فینال رسید. وی در دیدار نهایی به زوراب داتوناشویلی از صربستان باخت و به مدال نقره رسید.